# Zapobieganie skutkom trzęsień ziemi

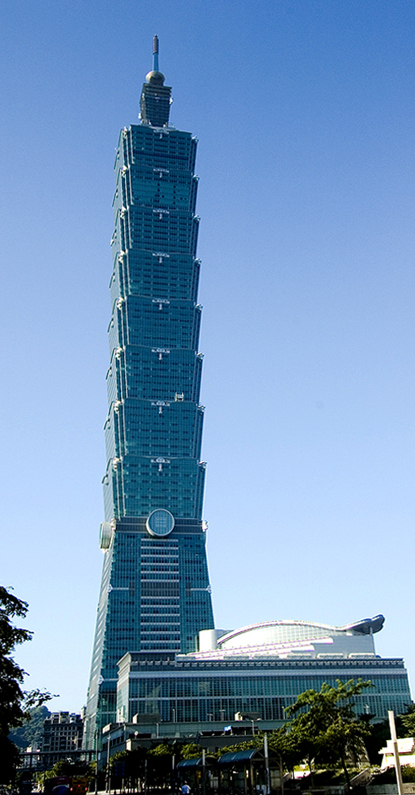
Taipei 101, wyposażony w tłumik drgań harmonicznych, jest jednym z najwyższych wieżowców na świecie

Zapobieganie skutkom trzęsień ziemi. Zagadnienia związane z zapobieganiem skutkom trzęsień ziemi są ściśle związane z inżynierią lądową, a w szczególności z mechaniką konstrukcji. Zapobieganie polega generalnie na odpowiednim projektowaniu konstrukcji obiektów budowlanych, tak aby były one zdolne wytrzymać wstrząsy (przyspieszenia) powstałe podczas trzęsień ziemi.
Podstawowe założenia uwzględniane dla zapobieżenia skutkom trzęsień ziemi to:

Sejsmiczna izolacja, Northridge, Kalifornia

- zrozumienie współdziałania sił przenoszonych wzajemnie pomiędzy obiektem budowlanym a podłożem w miejscu posadowienia;
- przewidywanie potencjalnych skutków trzęsień ziemi w obszarach zurbanizowanych;
- zaprojektowanie, wybudowanie oraz utrzymanie konstrukcji w zgodzie z wymaganiami normowymi odnoszącymi się do oceny szkodliwości drgań przekazywanych przez podłoże na budynki[1].

Do najbardziej skutecznych narzędzi inżynierii antysejsmicznej należą technologie kontroli drgań, a w szczególności izolacja sejsmiczna.